# Andrena concinna
Andrena concinna är en biart som beskrevs av Smith 1853. Andrena concinna ingår i släktet sandbin, och familjen grävbin. Inga underarter finns listade i Catalogue of Life.